# Smultron
Smultron – otwarty edytor tekstu na platformę OS X napisany w Objective-C. W programie można pisać w językach C, C++, LISP, Python, Ruby, HTML, XML, CSS i D.

## Historia
Smultron do wersji 3.5.1 był rozwijany na licencji Apache. 6 lipca 2009 autor programu Peter Borg ogłosił informację o zaprzestaniu dalszych prac nad rozwojem aplikacji. 7 stycznia 2011 roku autor zdecydował o wznowieniu prac nad programem Smultron i jego odpłatnej dostępności na sklepie Mac App Store.

## Logo

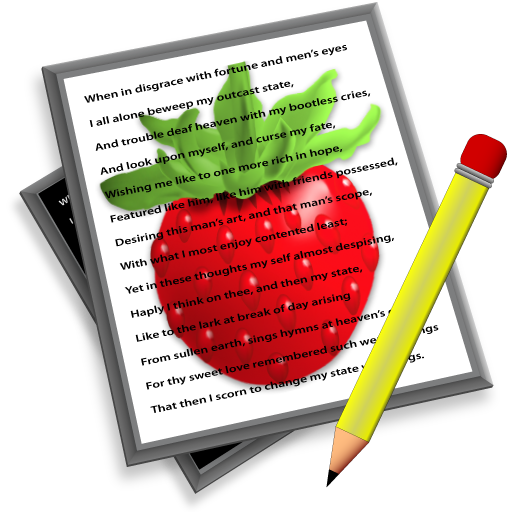
Pierwsze logo programu
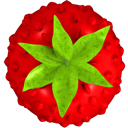
Obecne logo programu